# 若林直美
若林直美（1975年11月2日—），日本女性配音員、旁白、女演員。鳥取縣出身，已婚。2008年3月31日自I'm Enterprise退出成為自由身，2009年9月至2012年12月與Trias簽約合作。
代表作為《偶像大師》的秋月律子和《Little Busters!》的能美 庫特莉亞芙卡。

## 人物
- 配音演出的角色中大半都是戴眼鏡的角色。

## 演出作品

### 電視動畫
2000年
- 銀河冒險戰記（セルティック・ミドリ）
- 第一神拳（伊達の息子、電話聲）
- 徽章戰士（大空ユウヅル、小孩子、母親）
- 六門天外（シロネコ、（弟））

2001年
- 銀河冒險戰記II（セルティック・ミドリ）
- 銀河遊俠EX（少年時代のクロード）※第16話
- 麵包超人（ブラックちくりん）
- （少年2、女B）

2002年
- 犬夜叉（小助）※第94、95話
- 十二國記（大木鈴）

2003年
- GAD GUARD（ミミ）※第12話
- 鋼之鍊金術師（榭絲卡）※第7話初登場
- 真珠美人魚（小桃子）
- 神奇寶貝超世代（ナッチ）

2004年
- 頭文字D Fourth Stage（恭子的朋友）
- SD鋼彈FORCE（チョビレロ）

2005年
- 極速攝殺（女性1）※第5話
- 麵包超人（つみきの城の王子）
- 血戰（ #20、 #10）

2006年
- 麵包超人（かぼちゃのカボちゃん（3代目））
- 完美小姐進化論（ #17、女學生3 #19）

2007年
- 艾瑪（塔夏）
- 鬼面騎士（孩童）
- 決鬥王（デュエリストB）

2008年
- RD 潛腦調查室（ウラガ）
- 銀魂（杉山）※第110話
- 野良耳2（パーマネント）

2009年
- 香格里拉（孩童B）
- 第一神拳 New Challenger（伊達雄二）

2010年
- 怪盗丽娅（宅配便のお兄さん）
- 花丸幼稚园（川代先生、雄大）

2011年
- 偶像大師（秋月律子）

2012年
- Little Busters!（能美庫特莉亞芙卡）

2013年
- Little Busters! ～Refrain～（能美庫特莉亞芙卡）
- 小小偶像大師（秋月律子）

2016年
- 蒼之彼方的四重奏（青柳窓果）
- Rewrite（吉爾、加島櫻）

2017年
- Rewrite 2nd Season -Moon篇 Terra篇-（加島櫻）

2020年
- 繼怪怪守護神（日富美）

### OVA
2005年
- 戰鬥妖精少女（バンシーA）

2008年
- 偶像大師 為你而唱！原創動畫DVD（秋月律子）

2014年
- Little Busters! EX（能美庫特莉亞芙卡）

### 劇場版動畫
2005年
- 劇場版 鋼之鍊金術師 香巴拉的征服者（榭絲卡）

2014年
- 偶像大師 劇場版 前往光輝的另一端！（秋月律子）

### 遊戲
2001年
- 戀愛製作大師2（年上系A）

2003年
- 少女義經傳（巴）

2005年
- 偶像大師（秋月律子）
- 鋼之鍊金術師 夢想嘉年華（榭斯卡）

2006年
- 薩爾達傳說：曙光公主

2007年
- Little Busters!（能美·库特莉亚芙卡）

2008年
- 潛龍諜影4：愛國者之槍（VOICE 女B）

2009年
- 偶像大師 SP（秋月律子）
- 偶像大師 Dearly Stars（秋月律子）

2011年
- 偶像大師 2（秋月律子）
- Rewrite（吉爾、加島櫻）
- Little Busters! Converted Edition（能美·库特莉亚芙卡）
- 水月 貳（天羽小宵）

2012年
- 偶像大師 SHINY FESTA（秋月律子）
- Little Busters! Perfect Edition（能美·库特莉亚芙卡）
- 水月 貳〜Portable〜（天羽小宵）

2013年
- 我的女友表裡不一 〜Pure Sweet Heart〜（円谷ミユキ）

2014年
- 茂伸奇談 -pure smile-（ひめみや）

2015年
- ChuSinGura46+1 -忠臣蔵46+1- V（高田郡兵衛）

2019年
- 陪睡女友～緊緊抱著你～（船生紫子[1]）

2020年
- 偶像大師 星耀季節（秋月律子[2]）

2022年
- Fate/Grand Order（布里托玛特）

### 影像商品
- THE IDOLM@STER MASTER MOVIE（2006年）
- THE IDOLM@STER MASTER BOX IV 附錄DVD（2008年）
- THE IDOLM@STER 4th ANNIVERSARY PARTY SPECIAL DREAM TOUR’S!!（2009年）
- THE IDOLM@STER 5th ANNIVERSARY The world is all one !!（2011年）
- THE IDOLM@STER 6th ANNIVERSARY SMILE SUMMER FESTIV@L!（2011年）
- THE IDOLM@STER 7th ANNIVERSARY 765PRO ALLSTARS 跟大家一起（2012年[3]）
- THE IDOLM@STER MUSIC FESTIV@L OF WINTER!!（2013年[4]）
- Animelo Summer Live 2013 -FLAG NINE- 8.24（3月26日）（2014年）
- THE IDOLM@ STER 8th ANNIVERSARY HOP! STEP!! FESTIV@L!!!（2014年[5]）

### 舞台
- Players「懷舊咖啡〜1971年・那個時後的你〜」（2005年7月）飾演 高野雫
- 乙女企劃Kuroji☆「室友」（2005年12月）飾演 真由美
- 乙女企劃Kuroji☆「浪漫女優」（2007年1月）飾演 辰巳奈津子
- 演劇企劃CRANQ「肥皂劇」（2008年8月）飾演 水原珠希
- 乙女企劃Kuroji☆「僕の愛した冒険」（2008年12月）飾演 美香
- SPRINGMAN「REVIVE」（2009年4月）飾演 秋奈
- Pal's Sharer「Birthday」（2009年7月）飾演 宮前萌
- SPRINGMAN「這個街道的冬天」（2010年1月）飾演 タイガーリリー
- Pal's Sharer「〜這裡是樂園〜」（2010年5月）
- Pal's Sharer（2012年1月）飾演 浩美
- Pal's Sharer「〜HenriClaude〜」（2013年3月）飾演 網代木七菜

### 廣播劇CD
2011年
- 魔藥墨角蘭（濱路雫）

### Live及Event
- 音♪劇場（朗讀劇＋Live）
  - 音♪劇場〜A Sus4〜（2006年11月）
  - 音♪劇場〜B Majadd9th〜（2007年5月）
  - 音♪劇場〜C〜（2008年3月）
  - 音♪劇場（2008年11月）

### 書籍
- （：大門寺朱香）

### 其他
- SANKYO 彈珠機（ジャムちゃん）

## 外部連結
- （日語） 株式会社トリアス│タレントデータ│若林直美，事務所的介紹頁。
- （日語） 若林◇直営ブログ （页面存档备份，存于），個人的網誌。

1. ↑  . Vita/Switch遊戲「陪睡女友～緊緊抱著你～」官方網站.   [2018-11-03]. （原始内容存档于2018-11-04）.
2. ↑  . 遊戲「偶像大師 星耀季節」官方網站. 2020-01-20  [2020-01-20]. （原始内容存档于2021-02-13）.
3. ↑  . 日本哥倫比亞.   [2016-05-22]. （原始内容存档于2016-06-28）.
4. ↑  . 日本哥倫比亞.   [2016-05-22]. （原始内容存档于2016-05-14）.
5. ↑  . 日本哥倫比亞.   [2016-05-22]. （原始内容存档于2016-05-25）.